# Ján Auxt
Ján Auxt (* 11. červen 1960, Brezno) je slovenský právník a od 4. července 2002 soudce Ústavního soudu Slovenské republiky.

## Životopis
Roku 1983 ukončil studium na Právnické fakultě Univerzity Pavla Jozefa Šafárika v Košicích. Po skončení studia pracoval jako podnikový právník v Stavebním bytovém družstvu v Brezně. V letech 1986 až 1995 byl prokurátorem Okresní prokuratury v Banské Bystrici. V roce 1995 byl Národní radou Slovenské republiky zvolen soudcem, na výkon funkce byl přidělen na Okresní soud v Brezně. V letech 1997 až 1998 vykonával funkci předsedy Okresního soudu v Brezně. Mezi lety 1999 a 2002 byl soudcem Okresního soudu v Brezně, později Okresního soudu v Banské Bystrici. Dne 4. července 2002 se stal jedním ze soudců Ústavního soudu Slovenské republiky.